# Dondoulma
Dondoulma, également orthographié Doundoulma ou Doudoulma, est une localité située dans le département de Tanghin-Dassouri de la province du Kadiogo dans la région Centre au Burkina Faso.

## Géographie
Dondoulma est situé à 15 km au nord de Tanghin-Dassouri, le chef-lieu du département, et à 20 km à l'ouest du centre de Ouagadougou. Il regroupe administrativement le village de Koankin-2, situé juste au sud-ouest, pour une population totale de 1 819 habitants dénombrés lors du dernier recensement général de la population datant de 2006.
Le village est à 9 km au sud-est de Sabtenga et de la route nationale 2 et 15 km au nord de la route nationale 1.

## Histoire
Le village est en partie désenclavé avec la construction en 1984 du pont de Bassinko qui permet de relier cette partie du département, et en particulier Dondouma, à Ouagadougou par une route directe et depuis très fréquentée.

## Santé et éducation
Dondoulma accueille un centre de santé et de promotion sociale (CSPS) tandis que le centre médical (CM) se trouve à Tanghin-Dassouri et que les hôpitaux sont à Ouagadougou.
Le village possède une école primaire publique de six classes (normalisée en 1986), qui est l'une des plus anciennes du pays puisqu'elle a été inaugurée en octobre 1960. À l'occasion des célébrations de son soixantenaire en 2020, le ministre de l'Éducation, Stanislas Ouaro, félicite les enseignants pour leur travail et en particulier le premier directeur de l'école, Tibila Vincent Sawadogo.